# ちびっこアベック歌合戦
『ちびっこアベック歌合戦』（ちびっこアベックうたがっせん）は、NET系列局→TBS系列局で放送されていた毎日放送製作の歌謡番組である。製作局の毎日放送では1974年10月5日から1975年9月26日まで放送。

## 概要
毎回小学生以下の子供たちが出場して歌合戦を繰り広げていた視聴者参加型番組。各回のチャンピオンになった出場者にはディズニーランド旅行がプレゼントされた。
放送開始から半年後の1975年4月4日、近畿広域圏にてネットワークの腸捻転状態が解消し、毎日放送がNET系列からTBS系列へ移行したのに伴い、関東広域圏ではNETテレビからTBSでの放送に切り替えられた。腸捻転時代には落語家の5世月の家円鏡（後の8世橘家圓蔵）と外国人歌手のダニエル・ビダルが司会を務めていたが、腸捻転の解消後にはダニエルに替わって元ゴールデンハーフのマリア・エリザベス（のちの森マリア）が円鏡のパートナーになった。ほか、作曲家の小林亜星が審査員を務めていた。

## 放送局
特筆の無い限り全て同時ネット。
- 毎日放送（製作局）
- 北海道テレビ[2] → 北海道放送[3]
- 宮城テレビ（月曜18時）→東北放送
- NETテレビ[4] → TBSテレビ[5]
- 新潟放送[6]
- 福井テレビ（腸捻転解消前は金曜 18:00 - 18:30にて放送）[7]
- 静岡放送
- 名古屋テレビ → CBCテレビ
- 岡山放送→山陽放送（当時の放送免許地域は岡山県のみ）
- 瀬戸内海放送（当時の放送免許地域は香川県のみ）
- 広島ホームテレビ→中国放送
- 九州朝日放送（水曜 19:00 - 19:30）[8] → RKB毎日放送